# Sinagoga Fabric

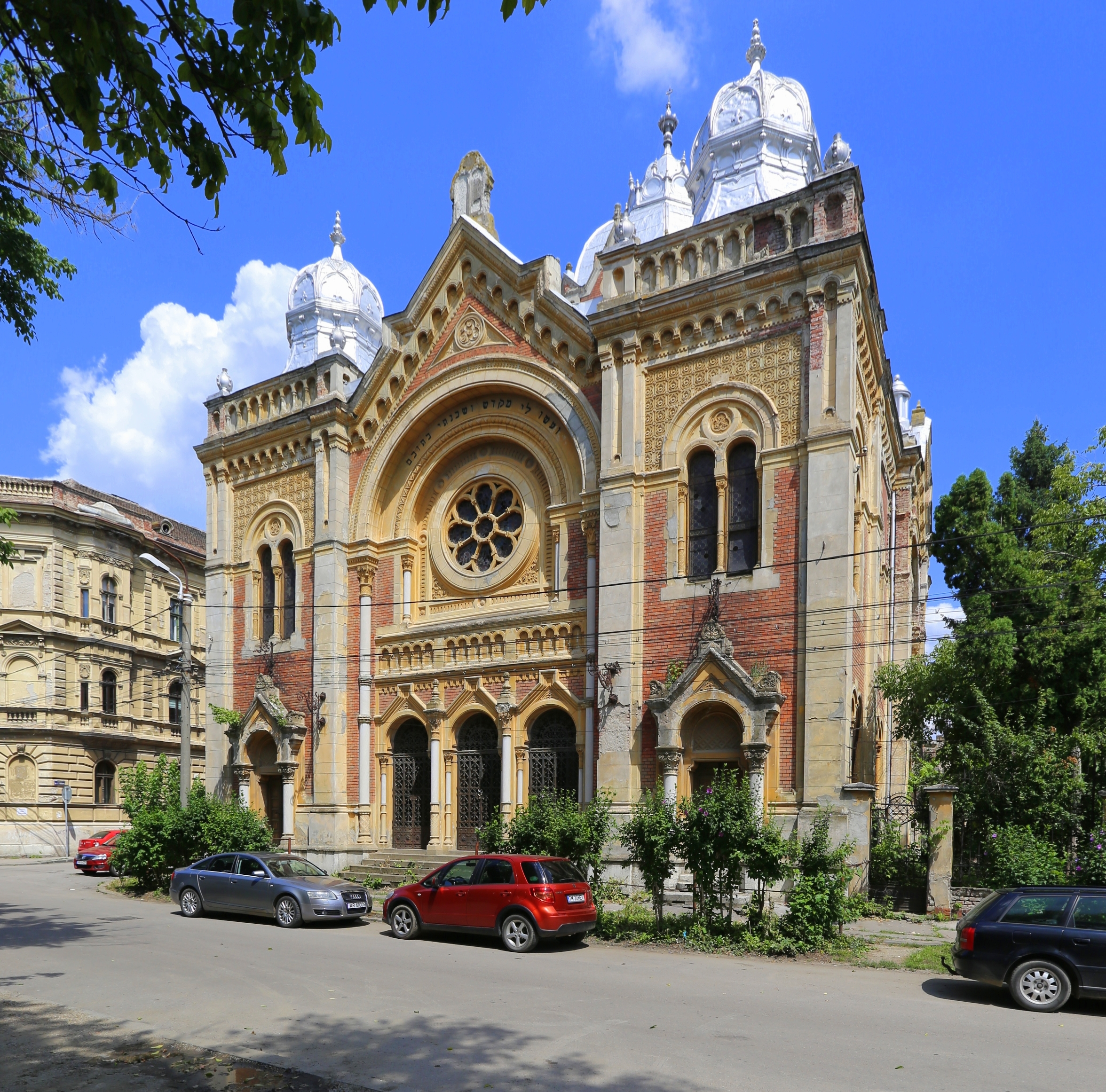
La facciata

La sinagoga Fabric di Timișoara, è una delle più grandi sinagoghe rumene, in stile neomoresco. Costruita tra il 1895 e il 1899, è oggi dal 2009 trasmessa in gestione al teatro nazionale di Timișoara, dopo lunghi anni di abbandono e degrado nel secondo dopoguerra.

## Storia
Alla fine dell'Ottocento la comunità ebraica di Timișoara necessitava di un luogo di culto più grande per far fronte al proprio incremento demografico. Il progetto fu affidato all'architetto ungherese Leopold Baumhorn, già autore di numerose altre sinagoghe. Raccolti i fondi con donazioni dei membri della comunità ed una pubblica lotteria, i lavori furono affidati all'imprenditore Josef Kremmer.
La sinagoga fu solennemente inaugurata il 3 settembre 1899, con un sermone del capo rabbino locale dr. Jakab Singer, alla presenza del capo della comunità, Alex Kohn, e del sindaco di Timisoara, Carol Telbisz.
Con l'arrivo della dittatura comunista, la maggior parte degli ebrei lasciarono la città dopo la seconda guerra mondiale per emigrare in Israele e altri paesi. Nella seconda metà del secolo XX  la comunità ebraica restante fu molto attiva sotto la guida del capo rabbino dr. Ernest Neumann. Il declino demografico è continuato in epoca comunista. Nel 1985 la sinagoga fu chiusa e cominciarono lunghi anni di abbandono e furti. Per frenare il degrado nel 2009 la sinagoga fu ceduta in affitto gratuito per 35 anni al Teatro Nazionale di Timișoara per spettacoli pubblici, in cambio dell'impegno a provvedere alla manutenzione del luogo e ai più urgenti lavori di restauro.

## Descrizione
Leopold Baumhorn disegnò un edificio monumentale in stile neomoresco, con elementi bizantini, neogotici,di neorinascimento italiano e neobarocchi, secondo una moda diffusa nell'architettura delle sinagoghe del tempo. La sinagoga Fabric, con le sue variopinte cupole e torri, certamente sortì nell'effetto di risultare come uno degli edifici più caratteristici ed originali della città. Ha una pianta quadrata con una cupola centrale, collegata alle mura esterne da profonde arcate a tutto sesto. La facciata policroma alterna decorazioni in intonaco bianco con le mura in mattoni rossi.
L'alta cupola centrale alta è costruita su un tamburo ottagonale sostenuto da quattro pilastri. L'interno, coloratissimo di bianco, rosso, blu e oro e illuminato da ampi finestroni, è diviso in tre navate con le colonne delle navate laterali che sorreggono le tribune del matroneo. Sulla parete di fondo si trova l'arca santa sovrastata d  si trova anche l'organo costruito dal famoso maestro Lipót C. Wegenstein di Timișoara.
La sinagoga ha due ingressi: uno per gli uomini attraverso un vestibolo e il secondo per le donne dalla strada, dove le scale di accesso portano direttamente al matroneo.